# Pier Pander

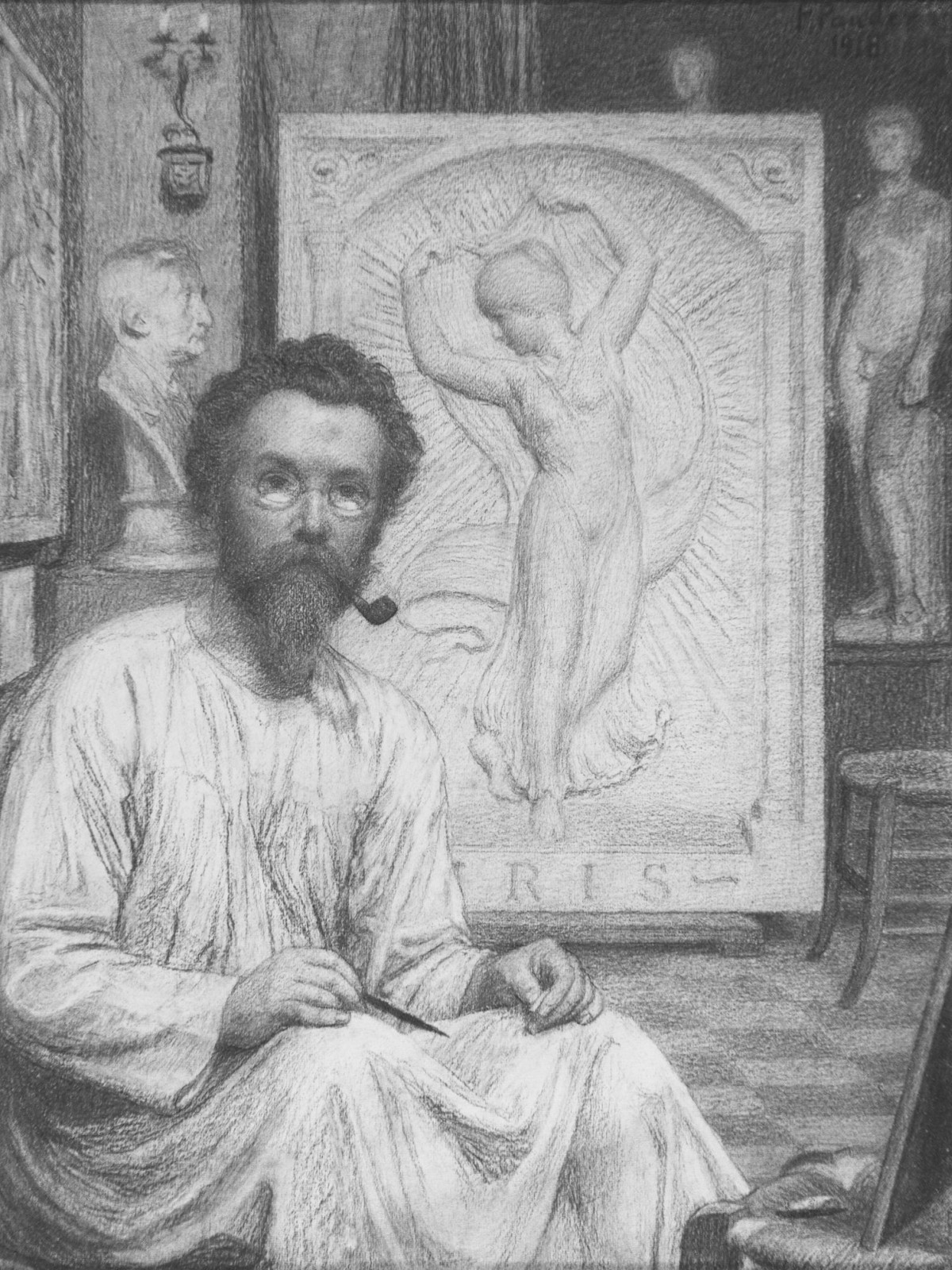
Zelfportret van Pier Pander (1918)

Pier Jacobs Pander (Drachten, 20 juni 1864 - Rome, 6 september 1919) was een Nederlands beeldhouwer en ontwerper van medailles.

## Loopbaan

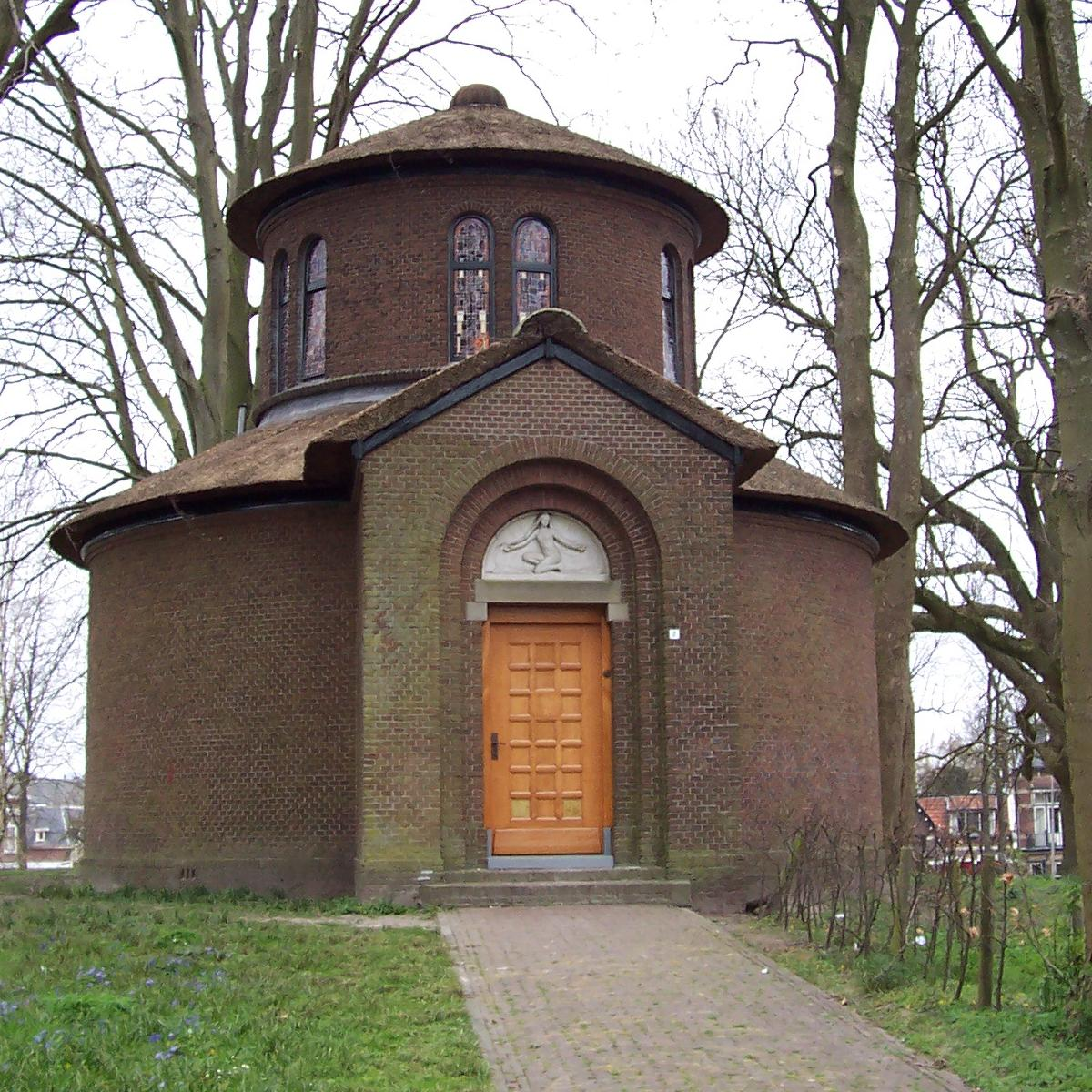
Pier Pandertempel

Pander was de zoon van een arme binnenschipper. Toen hij nog een jongen was werd zijn kunstig houtsnijwerk opgemerkt. Door enkele welgestelde personen, onder andere de journalist Johannes de Koo en de doopsgezinde dominee van Drachten, werd hij in staat gesteld een kunstopleiding te volgen aan de Kunstnijverheidsschool Quellinus Amsterdam en daarna aan de Académie des Beaux-Arts in Parijs. In 1885 won hij de Prix de Rome voor beeldhouwen, maar in dezelfde tijd maakte een ernstige ziekte hem invalide. Pander verhuisde in 1893 naar Rome, waar hij een atelier opzette. Hij reisde regelmatig naar Nederland, waar hij vooral bekend werd, nadat hij in 1898 de munt met de beeltenis van koningin Wilhelmina had ontworpen. Na verloop van tijd kocht hij een huis in De Knipe voor zijn ouders, die tot dan toe in hun boot waren blijven wonen. Tijdens een van deze reizen naar Nederland maakte hij ook kennis met de jonge Jan Mankes, die diep onder de indruk was van de beroemde Pander.

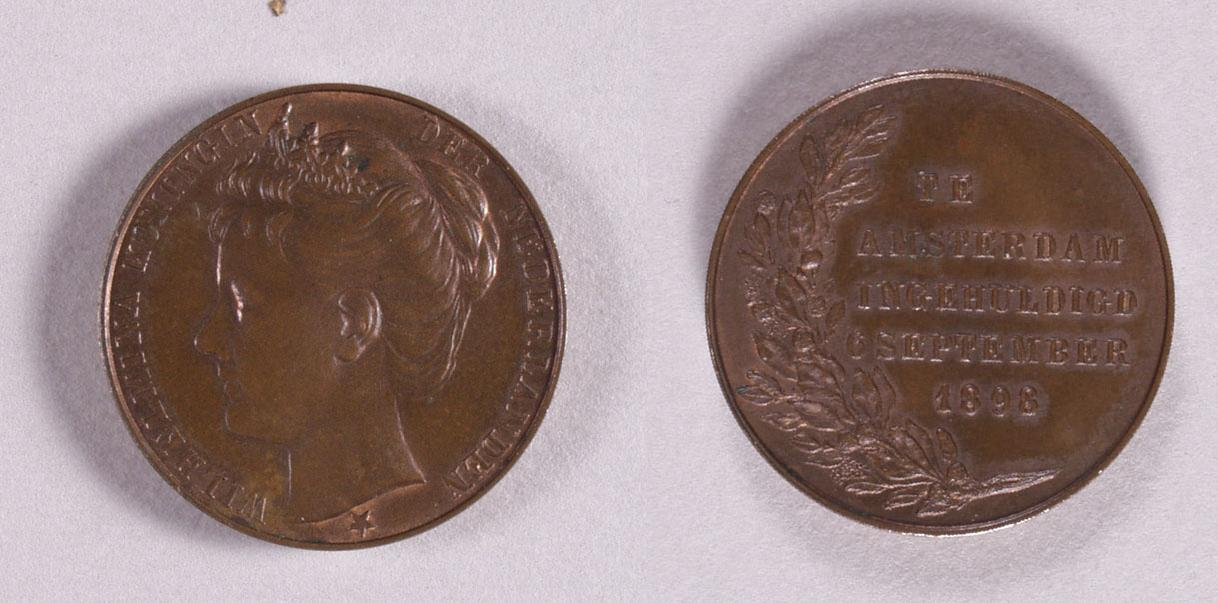
Penning ter ere van de inhuldiging van koningin Wilhelmina, ontworpen door Pier Pander

Pander was onder meer bevriend met schrijver/ dichter Louis Couperus, die tussen 1900 en 1915 in Nice en Rome woonde en de kunstschilder Thomas Cool die ook een aantal jaren in Rome  woonde en werkte. Couperus gaf Pander opdracht een medaillon van zijn vrouw Elisabeth Couperus-Baud te maken. Couperus had ook een aantal sonnetten gewijd aan de beeldengroep van Alba, Gedachte, Aandoening, Moed en Kracht.
Pander stierf uiteindelijk in Rome aan de gevolgen van tuberculose.

## Werk

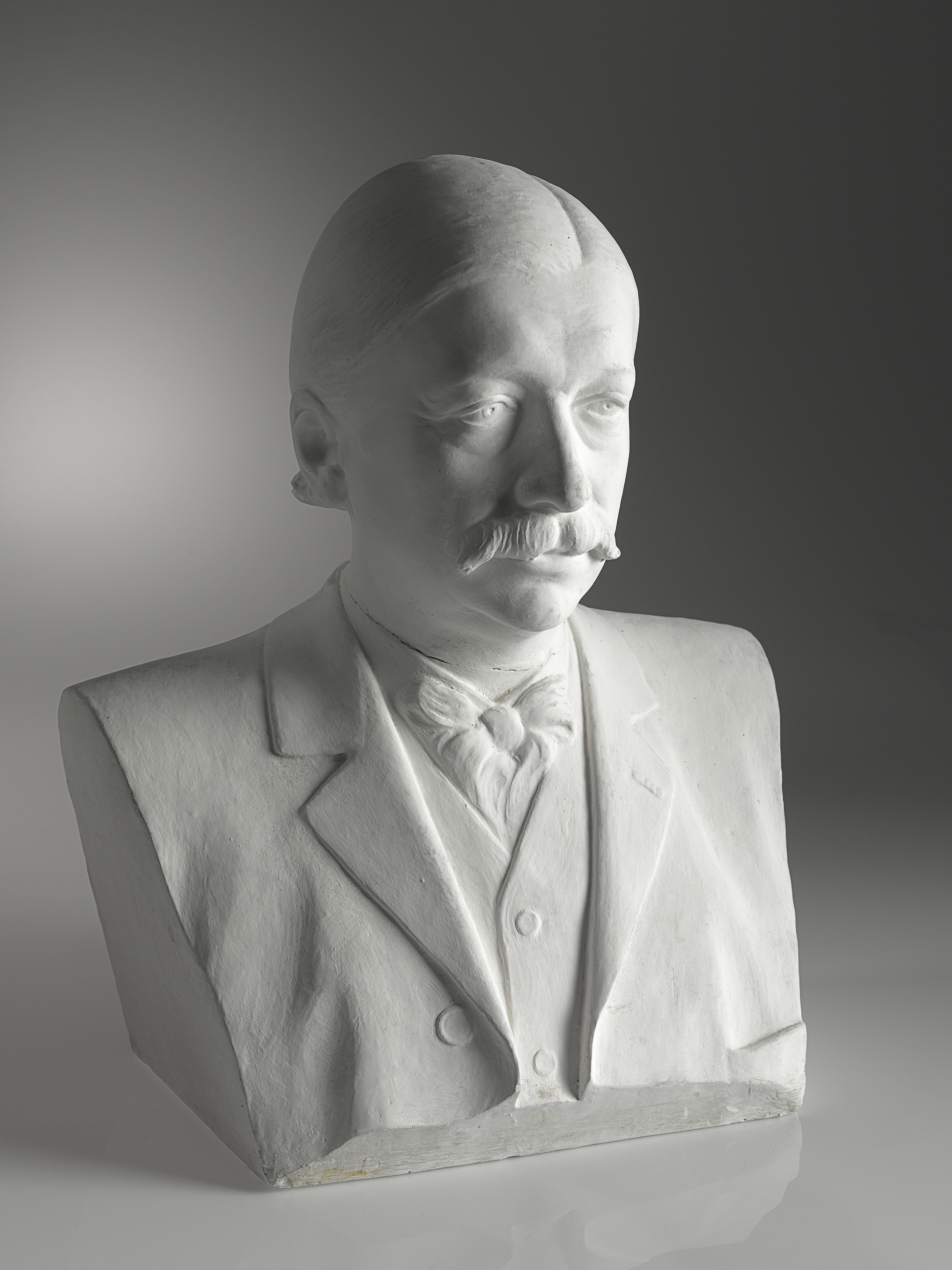
Buste van Pieter Klazes Pel door Pier Pander

Pander portretteerde vele bekende personen van zijn tijd. Zo maakte hij onder meer de beeldenaar van Koningin Wilhelmina op de Nederlandse munten die geslagen zijn tussen 1898 en 1910. Dit ter gelegenheid van Wilhelmina's inhuldiging in 1898.
In 1910 ontwierp hij het gedenkteken van de verongelukte luchtvaartpionier Clément van Maasdijk in Heerenveen. Later legde hij zich toe op het weergeven van kinderen. Hij was tijdens zijn leven zeer bekend en populair bij het grote publiek; hij werd benoemd tot ridder in de Orde van Oranje-Nassau.
Pander liet zijn werk na aan de gemeente Leeuwarden, die nog steeds eigenaar is van de omvangrijke collectie.
Naast de reeds genoemde beeldenaar op de Nederlandse munten, is Panders beroemdste werk zijn tempel. Het ontwerp hiervan had hij tijdens zijn leven al ontwikkeld; het gebouwtje zou pas in 1924, na zijn dood, in een Leeuwarder park worden gerealiseerd. Het laatste verklaart waarom de beelden in de tempel wel door Pander zijn ontworpen maar niet door hem zijn vervaardigd.
Wat deze tempel beroemd maakt is zijn concept, dat geheel in de sterk symbolische stijl van rond 1900 is uitgevoerd. De vijf beelden vertegenwoordigen de geestesgesteldheid van de scheppende kunstenaar: moed, gevoel, kracht, gedachte en inspiratie. Zij staan in het ronde gebouw cirkelvormig opgesteld. Boven de ingangsdeur, aan de buitenkant, is een reliëf ingemetseld dat 'de Dageraad' voorstelt.
In 1954 werd op een steenworp afstand van de tempel het Pier Pander Museum gebouwd.
Critici vonden Pander niet vernieuwend. Ook was zijn stijl zeer tijdgebonden, waardoor hij na zijn dood vrij snel werd vergeten. In de tweede helft van de twintigste eeuw werd zijn zuivere, intieme werk herontdekt. Internationaal is hij alleen enigszins bekend dankzij het unieke concept van zijn tempel.

## Moderne belangstelling
In 1999 organiseerde Eugenie Boer (1947-2012) de tentoonstelling over Louis Couperus en Pier Pander. twee verwante zielen in het Louis Couperus Museum. Daarbij verscheen ook een museumpublicatie.
In 2007 werd een manifestatie gehouden onder de titel Pier Pander - Nederlands beroemdste beeldhouwer (1864-1919). Onderdeel van de manifestatie was een overzichtstentoonstelling in het Fries Museum, de uitgave van een boek, de heropening op 1 juni 2007 van de gerestaureerde Pier Pander Tempel en het Pier Pander Museum en een documentaire over zijn leven door Omrop Fryslân.